# Alexandru Kakasi
Alexandru Kakasi (n. 24 iunie 1941) este un deputat român în legislatura 1996-2000, ales în județul Mureș pe listele partidului UDMR.